# Argot scolaire français
Vous pouvez aider à l'améliorer ou bien discuter des problèmes sur sa page de discussion.
- Il peut contenir un travail inédit ou des déclarations non vérifiées. Vous pouvez l’améliorer en ajoutant des références. (Marqué depuis mars 2023)

Vous pouvez aider à l'améliorer ou bien discuter des problèmes sur sa page de discussion.
- Il ne cite pas suffisamment ses sources. Vous pouvez indiquer les passages à sourcer avec {{référence nécessaire}} ou {{Référence souhaitée}}, et inclure les références utiles en les liant aux notes de bas de page. (Marqué depuis mars 2023)
- Son texte doit être wikifié : il ne correspond pas à la mise en forme Wikipédia (style, typographie, liens internes, liens entre les wikis, etc.). (Marqué depuis mars 2023)
- Les sections « Anecdotes », « Autres détails », « Le saviez-vous ? », « Citations », « Autour de... », etc., peuvent être inopportunes dans les articles. Il convient, si ces faits présentent un intérêt encyclopédique et sont correctement sourcés, de les intégrer dans d’autres sections. (Marqué depuis mars 2023)

- Archive Wikiwix
- Bing
- Cairn
- DuckDuckGo
- E. Universalis
- Gallica
- Google
- G. Books
- G. News
- G. Scholar
- Persée
- Qwant
- (zh) Baidu
- (ru) Yandex
- (wd) trouver des œuvres sur Wikidata

L'argot scolaire date essentiellement des années 1880, où se met en place, en France, l'organisation des classes préparatoires aux grandes écoles. Il est souvent, au moins partiellement, calqué sur celui de la grande école visée par chaque catégorie de classe préparatoire : celui de khâgne montre des emprunts à celui de Normale sup, celui de corniche à Cyr, etc.

## Classes préparatoires littéraires
Les classes préparatoires littéraires sont appelées hypokhâgne (1re année, officiellement lettres supérieures), abrégé en HK, et khâgne (2e année, officiellement première supérieure), abrégé en KH (ὑπό étant le préfixe grec signifiant « en dessous »). Le rassemblement de l’hypokhâgne et de la khâgne lors de certaines occasions est désigné par l'abréviation HKH.
Dans la seconde moitié du XIXe siècle, le mot de khâgneux était utilisé pour moquer les universitaires, répétiteurs, normaliens férus d'études classiques, toujours plongés dans leurs livres. Cela provient du fait qu'au service militaire ancien, les appelés qui avaient les genoux cagneux étaient réformés, et destinés à la bureaucratie, d'où par extension aux lettres.
Par exemple, le 21 février 1866, Goncourt note : « Je remarque que les fougueux célébrateurs du nu, des vieilles civilisations athlétiques et gymnastiques, sont en général de cagneux universitaires, au pauvre et étroit torse, enfermé dans un gilet de flanelle ».
En 1869, dans Le Testament d'un blagueur, Jules Vallès écrit : « Il y en a en tuniques à collets verts, ce sont les normaliens ; ils ont sur le crâne et au flanc un claque et une épée ! Une épée ! non, c'est sans doute dans ce fourreau de cuir qu'on place une plume d'oie à la barbe triste et au bec sale, la plume des cuistres ! Pourquoi une épée ? En voici un dans cet uniforme qui est cagneux, boiteux et tire la patte. Donnez-lui donc des béquilles plutôt ! ».
Quand, en 1880, les premières classes de rhétorique supérieure sont créées, les taupins, qui, pour préparer les écoles militaires, font de l'équitation et de l'escrime, utilisent cette moquerie à l'encontre des élèves de rhétosup, lesquels sont plongés dans des études classiques, préparent l'École normale et sont de futurs universitaires. De là, les cagneux, puis la cagne. Les élèves de rhétorique supérieure se mettent alors eux-mêmes à employer cette dénomination, mais vers les années 1910, élaborent l'orthographe fantaisiste khâgneux et khâgne, afin de la faire apparaître plus savante et d'occulter sa réelle signification.
Un khâgneux est un carré la première année, un cube s'il demande à redoubler et un bica (pour bicarré) s'il triple sa classe. Il y avait même autrefois des penta, quadruplant leur classe. Ces dénominations ne sont d'ailleurs pas propres aux khâgneux, puisqu'au XIXe siècle elles sont utilisées pour les élèves de l'École normale supérieure ou de l'École centrale ; les taupins, jusque vers 1935, utilisent aussi ce vocabulaire.
L'archicube désigne l'ancien élève de l'École normale supérieure et l'annuaire des anciens élèves est nommé l'archicubier.
Par abus, le khâgneux qui intègre l'École normale supérieure au bout de son année de cube, peut être appelé archicube. L’archifâkh est celui qui rejoint l'université, les membres de celle-ci étant des fâkhins (jeu de mots sur « faquin »).
Les élèves des classes préparatoires à l'École des chartes s'appellent des chartes, les première année étant des bizuts ou des hypochartes (ou de « vils et crasseux hypos »). La cérémonie d'introduction dans la classe de Chartes s'appelle le sacre (Lycée Henri-IV, Paris, puisqu'il s'agit du lieu où est sacré le roi du regnum chartorum pour l'année, choisi parmi et par les étudiants de la CPGE d'Henri IV), ou le Krapahut (Lycée Pierre-de-Fermat, Toulouse, précédant le Krapahut, terme des régiments d'infanterie de marine ou RPIMA, les bizuts devaient jadis demander un certificat de virginité aux filles de joie près de la gare Matabiau), ou encore l'adoubement (Lycée Fustel de Coulanges, Strasbourg). Le bonnet ou le khâlot porté par les élèves s'appelle une Faluche, du nom de l'ancien bonnet universitaire. Sa couleur dépend de la filière suivie par son porteur. Un élève qui passe d'hypokhâgne en hypochartes ou d'hypochartes en hypokhâgne est un triangle.
D'autres fêtes tels la Saint-Grégoire ou le bal des Chartes constituent des temps forts du « regnum chartorum » (royaume des Chartes, composé de l'ensemble des étudiants des trois CPGE préparant l'École nationale des chartes).
L'orthographe pseudo-grecque est la plus courante pour les mots khâgne et khâgneux. Par fantaisie, on peut l'étendre à khârré, khûbe, bikhâ pour carré, cube, bica et aux verbes khârrer, khûber, bikhârrer. Cependant, on peut remarquer que la raison qui a fait remplacer cagneux par khâgneux (occulter le sens premier) est moins valable pour carré, cube, etc., et que l'orthographe d'origine est plus adéquate.

## Classes préparatoires scientifiques
Les classes préparatoires scientifiques à dominante mathématique sont appelées « taupe » et leurs élèves « taupins ». Les mots hypotaupe et hypotaupin (pour désigner maths sup par opposition à maths spé) sont tombés en désuétude. On désigne plutôt les élèves selon leur année d'étude par les expressions trois-demis, cinq-demis et sept-demis. Par analogie avec la formation de « hypotaupe », et en jeu de mots avec Hypocras, on trouve les termes hypokrâss et hyperkrâss pour les biologistes de première et seconde année respectivement[réf. nécessaire].
Avant 1935, les seules appellations étaient respectivement bizut, carré, cube, bicarré, ce qui a été conservé dans les classes littéraires. Les bizuts doivent le respect aux « puissances » (carrés, cubes, bicarrés). Au début des années 1930, professeurs et examinateurs ont observé un accroissement de la différence de niveau entre la classe de première année (qui était la classe de mathématiques supérieures dite hypotaupe) et la classe de seconde année (la classe de mathématiques spéciales dite taupe). Peu à peu, une distinction s'est opérée entre élèves de première année (hypotaupins ou hypos) et de seconde année (taupins).
Le surnom de l'École polytechnique, l'X, a directement influencé l'argot des classes préparatoires scientifiques. Les élèves de classe préparatoire scientifique de première année sont appelés « 1/2 », les élèves de deuxième année « 3/2 », les redoublants de cette deuxième année sont appelés « 5/2 » et les triplants « 7/2 ». Le but étant d'« intégrer l'X », ces appellations peuvent s'interpréter par rapport à l'année d'intégration de l'École polytechnique, puisque l'intégrale mathématique d'une variable x entre 1 et 2 (entre la première et la deuxième année de taupe) vaut 3/2 et l'intégrale entre 2 et 3 vaut 5/2.
Une autre hypothèse sur l'origine de ces surnoms est qu'en 1936 l'École polytechnique décida de modifier le calcul de la puissance moyenne des candidats admis. Elle affecta la valeur 1/2 aux élèves de mathématiques spéciales préparatoires, 3/2 aux redoublants et ainsi de suite. À partir de cette date, les élèves de mathématiques spéciales préparatoires, puis de mathématiques supérieures à partir des années 1940, furent appelés demis (au sens demi-taupins). Comme ce sont des puissances 1/2, on les appelle racines dans certains lycées. Dans cette logique, les 3/2 sont les élèves qui ont fait une hypotaupe puis une taupe, tandis que les 5/2 sont ceux qui ont fait une hypotaupe puis deux taupes. Sur leur calot, les élèves indiquaient leur puissance : une barrette argentée pour une hypotaupe, et une barrette dorée par année de taupe. La terminologie bizut, carré, cube est tombée en désuétude dans la plupart des classes préparatoires scientifiques, remplacée par les « 1/2, 3/2, 5/2 ». Elle est cependant encore utilisée dans certains lycées comme le Lycée Faidherbe de Lille ou Pierre de Fermat à Toulouse.

### Cas particulier des corniches
Les classes préparatoires aux grandes écoles des lycées militaires (d'Aix-en-Provence, de Saint-Cyr-l'École, d'Autun) ou du Prytanée national militaire ont conservé ces appellations en les modifiant.
Ainsi, au lycée militaire de Saint-Cyr, l'élève de première année (en lettre, math ou éco sup) est appelé « bizuth » ou « zibard » le temps du bahutage, puis « melon ». Les anciens sont appelés carré (ou khârré) ou cube (ou khûbe) selon leur situation.
Un « melon » qui a redoublé sa première année est appelé « bimelon ». Si, à l'issue de sa « deuxième » première année il est admis à passer à la classe supérieure, il est appelé « carrube ». De ce fait, il se situe entre les carrés et les cubes, dans l'échelle de la hiérarchie.
Au lycée militaire d'Aix-en-Provence, les élèves ont adopté le modèle scientifique ainsi, après la période de bahutage ils sont appelés « Cadet » 1/2 en première année, « Cadet » 3/2 en deuxième année et Cadet carré (ou khârré) pour les redoublants.
Il pouvait y avoir des cas particuliers : jusque dans les années 1950, un élève qui entrait directement en taupe et redoublait recevait l'ancienne appellation de carré ; un élève qui redoublait son hypotaupe était un deux-demis ; quand il entrait ensuite en taupe, il devenait quatre-demis.
C'est dans les années 1960 qu'un élève découvre une façon révolutionnaire de calculer certaines intégrales[réf. nécessaire]. Sachant que le surnom de l'École polytechnique est l'X, {\displaystyle \int _{1}^{2}x\,\mathrm {d} x} vaut 3/2 puisque pour intégrer l'X entre 1 et 2 (entre la première et la deuxième année de taupe), il faut être 3/2. On obtient de même la valeur 5/2 pour l'intégrale de l'X entre 2 et 3. Cela a donné lieu à la démonstration suivante : « L'intégrale d'X de 1 à 2 pour tous les X vaut 3/2, car intègrent l'X entre une et deux années de X les trois-demis. »
Dans certains lycées, les hypotaupes sont désignées par hypo-X (ex. : HX 5) et les taupes par X (ex. : XM'1) par allusion à l'École polytechnique.
Dans la pièce en vers qui suit, la lettre X a successivement quatre sens : symbole mathématique (intégrale d'X), polytechnicien (pour tous les X), École polytechnique (intègrent l'X), taupe (années de X).
X est un caractère emprunté à l'algèbre. Il désigne à la fois le polytechnicien et l'École polytechnique elle-même. Un X est pour tous les taupins un être en quelque sorte supérieur, pour lequel ils professent le respect et l'admiration. L'étude presque exclusive des mathématiques, son état d'abstraction dans les x et les y, lui ont valu depuis longtemps d'être désigné par ce symbole. Un jour, Charlet, pendant une séance du conseil ; s'amusa à représenter un polytechnicien frappé d'apoplexie. Le médecin accourt, lui ouvre la veine : il n'en sort pas une goutte de sang... seulement des x et des y.
L'X désigne aussi l'École. La renommée et la popularité de l'institution sont encore si grandes que dans les collèges et les pensionnats, presque tous les bambins de la classe de huitième déclarent qu'ils se destinent à l'X.
L'explication parfois avancée selon laquelle le surnom X provient des canons croisés sur le blason de l'école n'est pas attestée. Ce canular semble né dans la seconde moitié du XXe siècle, cent ans après l'apparition du X pour désigner les polytechniciens.
D'autre part, les acronymes des dénominations des différentes classes de sup (1re année) (MPSI : Mathématiques Physique Sciences de l'Ingénieur, MP2I : Mathématiques Physique Sciences de l'Ingénieur Informatique, PCSI : Physique Chimie Sciences de l'Ingénieur et PTSI : Physique Technologie Science de l’Ingénieur) et surtout de spé (2e année) (MP : maths Physique, MPI : Math Physique Informatique, PC : physique chimie, PSI : Physique Sciences de l'Ingénieur et PT : Physique Technologie) peuvent être détournés de manière imaginative, éventuellement agressive en raison des éventuels conflits (en général amicaux et distrayants) entre les différentes sections.
Les classes préparatoires aux écoles d'agronomie et aux écoles vétérinaires sont appelées agro-véto depuis leur fusion en 2003.

## Facultés de santé
Le jargon des étudiants en médecine n'est pas le plus développé mais existe tout de même, surtout en PACES. Ce vocabulaire peut être employé pour discuter mais correspond également à des interjections criées en amphithéâtre par les redoublants pour perturber la prise de notes des primants.
- Bizuth(e) ou Primant : étudiant en PACES pour la première fois (vient du terme bizutage).
- Carré(e) ou Doublant : étudiant redoublant en PACES (par abus de langage). Les doublants sont parfois appelés de manière péjorative les déprimants (par opposition aux primants) par les bizuths ou les professeurs.
- Cube ou Cubique ou Triplant : étudiant triplant la PACES (possible uniquement sur dérogation, plus ou moins rares selon les facultés).
- Corpo : association étudiante (vient de corporation)
- Dino : étudiant en PACES/filière de santé post-PACES ayant repris des études (exemple : une personne âgée de 35 ans qui veut se reconvertir dans la médecine est nommée dino pendant son année de PACES).
- Morue : insulte récurrente dans les facultés, utilisée pour les étudiants en retard en cours et se faisant remarquer à leur arrivée, en passant devant le bureau du professeur ou arborant des sourires maladroits. Elle est le plus souvent adressée aux étudiantes.
- Passer bizuth : réussir son concours de PACES du premier coup, sans redoublement.
- Majorer : être premier au classement dans une matière donnée ou au classement général. Par extension, major désigne l'étudiant en première place.
- Ssssss : sifflement poussé lorsque les partiels sanctionnant le passage en deuxième année sont évoqués en rappel du mot sélection.
- Xsssss : acclamation négative d'une personne ou d'un événement.
- Péhun : vient de P1, venant de PCEM1. Étudiant en première année.
- Pédeux : vient de P2, venant de PCEM2. La suite étant : D1, D2, D3, D4 (DCEM).
- Carabin : étudiant en médecine, usuellement dès la P2.
- Potard : étudiant en pharmacie, usuellement dès la P2.
- Guette-au-trou, sage-fouffe et d’autres termes familiers, souvent dénigrants peuvent désigner les étudiantes en maïeutique.
- Colleur ou Tuteur : étudiant de deuxième année généralement, préposé à organiser les colles d'une matière donnée.
- Tutorat ou Tuto : association étudiante existant dans de nombreuses facultés, proposant généralement des cours de soutien aux étudiants, des QCM pour préparer le concours (colles) ou organisant les concours blancs.
- Prépa ou Écurie : à différencier des classes préparatoires, les prépas sont des organisations proposant des cours privés aux étudiants désireux de services de soutien (cours supplémentaires, QCM, polycopiés), très souvent payants et à suivre en parallèle de l'année en faculté.
- Épicier : étudiant en pharmacie ou étudiant en PACES s'orientant vers la spécialité Pharmacie (termes utilisés notamment par les étudiants en médecine pour dénigrer les étudiants en pharmacie, mais on retrouve aussi d'autres appellations telles que confiseur, herboriste, marchand de tapis, poissonnier ou vendeur de capotes). Par extension, épicerie désigne indifféremment les matières de pharmacologie ou de spécialité pharmacie.
- Charcutier ou Boucher : étudiant en médecine ou étudiant en PACES s'orientant vers la spécialité Médecine (termes utilisés notamment par les étudiants en pharmacie pour dénigrer les étudiants en médecine, plus rarement du fait de la faible part d'étudiants optant pour les études pharmaceutiques).
- Diminutifs de certaines matières très courants : bioche (biochimie), biomol (biologie moléculaire), anat' (anatomie), etc.
- Ainsi que tout un ensemble de cris, de sifflements, de reprises et un humour carabin particulier (l'humour carabin étant un humour porté généralement sur le sexe : un certain nombre de reprises constitue en la répétition des syllabes d'un mot à connotation sexuelle
  - cas courants : suce dans processus, trique dans électrique ou nique dans acide hyaluronique ; beaucoup d'étudiants s'amusent à siffler ou huer les intervenants dès lors qu'un sous-entendu sexuel volontaire ou involontaire est émis).

L'humour carabin et le vocabulaire employé peuvent varier largement entre les différentes facultés. Certains cris peuvent être inspirés des professeurs (caractéristique physique rappelée en cours par un autre professeur par exemple).
Certains cris sont également poussés pour alerter (ou induire en erreur) les bizuths quant à leur prise de notes : il peut s'agir de répéter bruyamment des notions importantes énoncées par l'intervenant pour la souligner ou de contredire le professeur pour favoriser la confusion, ou encore de pousser les bizuths à apprendre toujours plus de détails inutiles lors de l'examen (Par cœur bizuth !).
En outre, les bizuths sont rappelés à l'ordre par les redoublants, notamment en ce qui concerne le bruit (les redoublants ne tolèrent bien souvent que leurs propres bavardages) ou les déplacements dans l'amphithéâtre : ainsi, les primants sont hués dès qu'ils se lèvent, arrivent en retard (Xsssss ! Assis devant !) ou quittent l'amphithéâtre avant la fin du cours (on peut ici citer différentes exclamations faisant référence à un échec en PACES et accessoirement donc à une ré-orientation dans des filières considérées comme inférieures : Ssssss ! Sélection ! Fac de bio ! Ambulancier ! Prof d'SVT ! Chômage !).

## Classes préparatoires économiques et commerciales
Les classes préparatoires économiques et commerciales sont appelées surtout les épices et leurs élèves des épiciers.
À l'époque où les CPGE commerciales duraient un an, on nommait bizuth un nouvel élève, khârré un élève redoublant son année de prépa, et khûbe un élève qui la triplait. Depuis 1995, et le passage « officiel » de la prépa à deux ans (l'écrasante majorité des élèves redoublait), on nomme bizuth un élève de première année, khârré un élève de deuxième année, et khûbe un redoublant de deuxième année. Il arrive très rarement que la 2e année soit triplée, auquel cas l'élève est appelé bikhârré.

## Classes préparatoires militaires
Les classes préparatoires à l'École spéciale militaire de Saint-Cyr sont appelées corniches et leurs élèves des cornichons. Elles ont un vocabulaire propre dépendant du lycée auxquels elles appartiennent. Les termes kharrés et khûbes sont cependant également utilisés. On retrouve aussi des termes d'origine militaire.
Voici quelques termes :
- Chic à : vive (ex. : Chic à Pol lapeyre)
- Sopo : à bas (ex. : Sopo la Straße).
- Pschhhh : acclamation positive d'une personne, d'un événement... Matériellement lorsqu'on pshitte quelque chose par exemple un matri on écrit le matri avec les flèches aux coins tournés vers l'extérieur (ex : <~ TBCPL ~>).
- Xsssss ou Bzzzzz : acclamation négative d'une personne, d'un événement... Matériellement l'inverse pour les flèches (ex : ~> Zibard <~)
- Strass : gradé militaire
- Schtak (schtaker) : le travail (travailler)
- APLS : À Poil La Strass (terme péjoratif envers les gradés) et variante en APLT : À Poil Les Tuss (les surveillants) ou APLR : À Poil Les Rats (les professeurs)
- Étudiants :
  - Khûbe : "élève de perfection", "moultement bahuté", admis au rang d'"excellence" de la Khûbalie. Il se reconnaît à ses bretelles Khûbâles, à sa youle et à son calot porté fort "élégamment" en arrière pour ne pas risquer d'abimer sa mèche. Il inspire le respect de la part de tous les autres élèves. Véritables et "vénérables" "moteurs" des khôrniches, ils sont l'"incarnation" du mot RAS. Les Khûbes ont également très chaud. Il s'agit des 5/2, soit les élèves redoublant leur 2e année.
  - Kharré : élève préparant l'admission à la Khûbabie. Élèves de 2e année.
  - Melon : élève de première année ayant terminé le bahutage.
  - Bizuths / Zibards : élève de première année, fortement ksitable / bzitable et très généralement déchirant.
  - Grosse : terme péjoratif désignant les élèves féminins.

Jargon propre à tous les élèves du Prytanée national militaire de La Flèche (Sarthe) de la 6e aux classes préparatoires (le collège ayant disparu en 1985):
- Cornichons :  élève des classes préparatoires au concours de l'École spéciale militaire de Saint-Cyr, selon les filières :
  - TAP'S : élève des classes préparatoires au concours littéraire de l'École spéciale militaire de Saint-Cyr
  - Kro : élève des classes préparatoires au concours scientifique de l'École spéciale militaire de Saint-Cyr
  - Youp's : élève des classes préparatoires au concours économique de l'École spéciale militaire de Saint-Cyr
- Matafs : élève des classes préparatoires préparant les concours de l'École Navale
- Avias : élève des classes préparatoires préparant les concours de l'École de l'Air et de l'Espace
- Taupins : élève des classes préparatoires préparant les concours de l'École Polytechnique
- ÑAss (prononcer GNASSE) : désigne tout individu, ancien élève ou actuel élève du Prytanée
- Pôgne : manière particulière qu'ont les ÑAss de se saluer.
- souze :  terme péjoratif désignant les élèves qui choisissent de ne pas suivre les traditions du Prytanée

## Vocabulaire commun
Le lycée peut être appelé bahut ou en encore baz. Le terme baz est un diminutif de « bazar ».
Exemples :
- pour le lycée Louis-le-Grand : « Baz Grand »
- pour le lycée Hoche : « Baz Hoche »
- pour le lycée Saint-Louis : « Baz Louis »
- pour le lycée Janson-de-Sailly : « Baz Janson ».

Les élèves des classes préparatoires peuvent être internes. Leur chambre est appelée thurne ou piaule et leurs camarades de chambre cothurnes ou copiaules.
Les nombreuses interrogations orales qu'ils subissent pour se préparer aux différents concours sont appelées colles, également orthographiées khôles ou khôlles. L'examinateur est naturellement appelé colleur, khôleur ou khôlleur. Le terme s'est élargi et est employé dans toute préparation à un concours, on parle par exemple des colles du CAPES ou de l'agrégation. La déformation de l'orthographe du mot est analogue à celle ayant donné Hypokhâgne, on peut supposer que la déformation est d'abord apparue dans des prépas Littéraires. Il est à noter que « khôle » peut également rappeler le « khôl », qui avant d'être un maquillage sous-entend en arabe une notion d'extrait (dans « alcool » par exemple), voire de rareté. Or (et quoi qu'en pensent les « sups »), les colles ne sont pas si rares, en particulier en seconde année...
Le terme bizuth peut également être employé pour désigner l'élève de première année, le « nouveau ». Le bizuthage a toutefois été fortement critiqué ces dernières années[Quand ?] à la suite d'une vague de reportages télévisés. Il est aujourd'hui officiellement prohibé mais les rites d'intégration persistent, dont la présence d'un parrain/une marraine d'intégration, élève de seconde année censé aider son filleul/fillot/sa filleule/fillote.
Un carré est en deuxième année, et un cube (ou khûbe) refait une deuxième année. De manière exceptionnelle, un bicarré triple la deuxième année de prépa, ce qui fait en tout quatre ans.

## Aujourd'hui
Dans la plupart des écoles se forme un langage propre, y compris dans celles qui se sont ouvertes plus récemment que celles précitées, et qui n'ont donc a priori pas de folklore. Ce langage se forme généralement sur la base des abréviations, acronymes, ou autres termes spécifiques utilisés au sein de l'école (désignation des promotions, des domaines d'études, des années, des salles, du personnel...). Ces termes, qui sont souvent d'origine administrative, sont détournés par les élèves à l'usage. En général, ils proviennent d'un jeu de mots ou d'une contraction abusive (d'un acronyme plus long par exemple).